# Vithäran
Vithäran är ett skär i Åland (Finland). Det ligger i Skärgårdshavet och i kommunen Kökar i landskapet Åland, i den sydvästra delen av landet. Ön ligger omkring 66 kilometer öster om Mariehamn och omkring 220 kilometer väster om Helsingfors.
Öns area är 2 hektar och dess största längd är 220 meter i nord-sydlig riktning. Trakten är glest befolkad. Närmaste större samhälle är Kökar, 9,1 km väster om Vithäran.